# Iglesia de San Bernabé Ocotepec

Iglesia de San Bernabé Ocotepec se ubica en La Magdalena Contreras, en Ciudad de México. En 1535, con la evangelización del siglo XVI, en Ocotepec se constituye un templo que adquiere como patrón a San Bernabé Apóstol. El retablo principal es de estilo barroco.

## Historia
La iglesia de San Bernabé fue constituida por los dominicos y chichimecas. En el atrio del templo se localizan vestigios arqueológicos: parte de un juego de pelota y una urna ceremonial de piedra; el día 11 de junio se festeja a su santo patrón y se encuentra ubicada entre las calles Fresno y Buenavista, en el pueblo de San Bernabé Ocotepec.
Desde el año de 1990 fue asignada como parroquia para la comunidad de Ocotepec. Sufrió severos daño durante el terremoto del 19 de septiembre de 2017

## Ocotepec
Ocotepec o “lugar de ocotes”, su origen es de filiación tepaneca y otomí o chichimeca. Allí se encontraba la frontera entre los cazadores-recolectores que vivían en los montes, en cuevas y entre las matas, antes y después de ser sometidos por los aztecas.

## El lienzo de san Bernabé
Un documento muy antiguo es el Lienzo de San Bernabé Ocotepec. Este documento ha sido resguardado por la comunidad durante más de 450 años. Los títulos de propiedad de dichos pueblos han sido transmitidos de generación en generación, enraizando y fortaleciendo la cohesión al interior de la comunidad.
El documento resguardado en la Parroquia de San Bernabé data de finales del siglo XVIII y es una copia; el original del siglo XVI se encuentra extraviado. En él se contiene la descripción de la congregación del Pueblo de Ocotepec, sus límites, porción y nomenclatura territorial. Está elaborado sobre una tela de lino de 195 x 150 centímetros. Está cubierto de dibujos que representan escenas, personajes, paisajes y la descripción del lugar. Tales dibujos son policromados, sus colores son brillantes y frescos, están pintados al óleo. Entre los colores que destacan están el verde, amarillo, rojo, bermellón, púrpura, negro y blanco. Cada dibujo se distingue por su color adecuadamente. En la parte superior derecha está representada la iglesia de Ocotepec y en la parte central los personajes principales de Coyoacán, tanto nativos como españoles. En la parte central inferior está la fecha en que fue otorgado el lienzo: 1535.

## Galería
|                       |
| Presbiterio y retablo |

|                                                |
| Aro de juego de pelota, localizado en el atrio |

|             |
| Cruz atrial |

|                                                    |
| Capilla lateral, en el costado derecho de la nave. |